# Presens Impro
Presens Impro är en improvisationsteater som drivs av My Gudmundsdotter och Erik Broström.
Presens Impro driver podden Improsnack, där man diskuterar impro som humorform.
År 2022 var Presens Impro värd för komediprogrammet på Stockholm Fringe festival.
Presens Impro driver rollspelspodden "Livet e en quest" tillsammans med rollspelsledare Anton Bjöörn. 